# Temporada del 2007 de pilota valenciana
Heus ací un resum de les principals competicions de Pilota valenciana jugades íntegrament o acabades l'any 2007.

## Professionals

### Escala i corda
| Competició                            | Campió                     | Subcampió                    |
| ------------------------------------- | -------------------------- | ---------------------------- |
| Circuit Bancaixa                      | Núñez, Melchor i Tino      | Mezquita, Sarasol II i Oñate |
| Individual                            | Álvaro                     | Genovés II                   |
| Màsters Ciutat de València            | Genovés II, Jesús i Canari | Mezquita, Dani i Melchor     |
| Trofeu Ciutat de Dénia                |                            |                              |
| Trofeu Ciutat de Llíria               | Genovés II i Sarasol II    | Núñez i Dani                 |
| Trofeu Hnos. Viel                     | Adrián I, Fèlix i Tino     | Genovés II i Jesús           |
| Trofeu Mancomunitat de la Ribera Alta | Pedro, Fèlix i Oñate       | Núñez i Dani                 |
| Trofeu Nadal de Benidorm              |                            |                              |
| Trofeu Universitat de València        | Genovés II i Grau          | Víctor, Solaz i Oñate        |
| Trofeu Vidal                          | Genovés II, Dani i Oñate   | Álvaro, Sarasol II i Canari  |

### Frontó
| Competició                                   | Campió                | Subcampió            |
| -------------------------------------------- | --------------------- | -------------------- |
| Obert d'Albal                                | Mezquita i Pasqual II | Núñez i Espínola     |
| Trofeu Platges de Moncofa                    | Álvaro i Espínola     | Cervera i Salva      |
| Trofeu President de la Diputació de València | Álvaro i Espinola     | Genovés II i Raül II |

### Galotxa
| Competició       | Campió                  | Subcampió                |
| ---------------- | ----------------------- | ------------------------ |
| Trofeu Moscatell | Álvaro, Melchor i Jaime | Genovés II, Jesús i Juan |

### Raspall
| Competició                            | Campió                            | Subcampió                |
| ------------------------------------- | --------------------------------- | ------------------------ |
| Individual                            | Waldo                             | Armando                  |
| Campionat per equips                  | Malonda IV, Alberto i Leandro III | Loripet, Salva i Dorín   |
| Trofeu Gregori Maians                 | Tur, Salva i Leandro III          | Waldo i Dorín            |
| Mancomunitat de municipis de la Safor | Loripet, Agustí i Salva           | Armando, Alberto i Dorín |

## Aficionats

### Escala i corda
| Competició          | Campió                         | Subcampió                |
| ------------------- | ------------------------------ | ------------------------ |
| Lliga Caixa Popular | Pasqual II, Aucejo i Hèctor II | Fran, Gerardo i Monrabal |

### Frontó
| Competició | Campió                             | Subcampió              |
| ---------- | ---------------------------------- | ---------------------- |
| Individual | Lemay                              | José de Moixent        |
| Parelles   | Lemay i Zacarías (Quart de Poblet) | José i Vicent (Càrcer) |

### Galotxa
| Competició       | Campió               | Subcampió          |
| ---------------- | -------------------- | ------------------ |
| El Corte Inglés  | CP Beniparrell       | Godelleta          |
| Interpobles      | Godelleta            | Albuixec           |
| Supercopa        | Caja Campo Godelleta | Aj. de Beniparrell |
| Copa Generalitat | Caja Campo Godelleta | Aj. de Beniparrell |

### Llargues
| Competició                 | Campió      | Subcampió |
| -------------------------- | ----------- | --------- |
| Lliga a Llargues d'Alacant | El Campello | Murla     |

#### Palma
| Competició    | Campió    | Subcampió |
| ------------- | --------- | --------- |
| Lliga a Palma | CEM Murla | Benasau   |

### Perxa
| Competició    | Campió  | Subcampió |
| ------------- | ------- | --------- |
| Lliga a Perxa | Sella A | Benasau A |

### Raspall
| Competició                       | Campió    | Subcampió   |
| -------------------------------- | --------- | ----------- |
| Autonòmic de Raspall al carrer   | Beniarrés | Rafelbunyol |
| Autonòmic de Raspall en trinquet | Beniarrés | Xeraco      |

## Internacionals
| Competició                          | Campió          | Subcampió       |
| ----------------------------------- | --------------- | --------------- |
| Campionats Internacionals de Pilota |                 |                 |
| VII Campionat Europeu               |                 |                 |
| Frontó internacional                | França          | Bèlgica         |
| Joc internacional                   | Sel. valenciana | Països Baixos   |
| Llargues                            | Bèlgica         | Sel. Valenciana |
| Campió absolut                      | Sel. valenciana |                 |

| Precedit per: Temporada del 2006 de pilota valenciana | Temporada del 2007 de pilota valenciana 2007 | Succeït per: Temporada del 2008 de pilota valenciana |